# 40 graus latitud sud
40 graus latitud sud (títol original: Les Quarantièmes rugissants) és una pel·lícula francesa de Christian de Chalonge estrenada l'any 1982 i inspirada en la història de Donald Crowhurst. Ha estat doblada al català.

## Argument
Enginyer electrònic especialitzat en equip marítim, Julien Dantec s'entera que un gran diari organitza una carrera de navegadors en solitari, al voltant del món i sense escales. Proposa a Janvier, gran favorit de la carrera, d'equipar el seu vaixell d'una dels seus invents - un corrector de cap. Però Janvier refusa, i Dantec, molt decebut, decideix d'aixecar lluïdes-fins i tot el repte: participarà en aquesta competició. Per trobar el finançament i construir el seu vaixell, Dantec és ajudat per un cert Barral, periodista que lluïdes proposa ser el seu agent a terra i d'organitzar l'aspecte « relacions públiques » d'aquesta vasta empresa. Dantec, no obstant això, fa una sortida dolenta, la seva embarcació té problemes fins a l'últim minut.

## Repartiment
- Jacques Perrin: Julien Dantec
- Julie Christie: Catherine Dantec
- Michel Serrault: Sébastien Barral
- Robin Renucci: Daix
- Gila von Weitershausen: Émilie Dubisson
- François Perrot: el presentador TV
- André-Georges Brunelin: el comissari de la carrera
- Heinz Weiss: Joss
- Jean Leuvrais: Dorange
- Christian Transbordador: Granville
- Bernard Lincot: Janvier
- Eric Raphaël: Denis Dantec
- Solena Morane: Valérie Dantec
- Mohammed Jalloh: Carlos
- Guy Parigot: Gouarzin
- Sébastien Kéran: Jaouen
- René Dupré: Pietro Corres
- Serge Feuillet: Tréguier
- Jean El Hir: Guégan
- Michel Gestin: Guillou
- Françoise de Chalonge: Anne Guillou
- Pol El Guen: Un periodista
- Sylvain Gree: Un periodista
- Maurici Vallier: Un periodista
- Michael Birch
- Annick Martin
- Thierry Normand
- Pierre-Yves Berner

## Al voltant de la pel·lícula
- El guió s'ha inspirat en la història del navegador anglès Donald Crowhurst.